# Solanecio angulatus
Solanecio angulatus là một loài thực vật có hoa trong họ Cúc. Loài này được (Vahl) C.Jeffrey miêu tả khoa học đầu tiên năm 1986.